# Партия зелёных (Португалия)
Экологическая партия «Зелёные» (порт. Partido Ecologista "Os Verdes", PEV) — португальская партия зелёных левого (экосоциалистического) толка, член-основатель Европейской федерации зелёных партий. Первая экологическая партия в стране.
Учреждена в 1982 году при участии активистов экологических движений и ряда коммунистов (включая Зиту Сеабру). С самого основания сотрудничает с Коммунистической партией, с 2005 года на всех выборах получает в парламенте два мандата в составе Коалиции демократического единства. На выборах в Европарламент обычно проводит по 2-3 депутата из 24 (в 1989 году — 4).
Насчитывает около 6000 членов. Издаётся газета Folha Verde. Существует молодёжная организация Ecolojovem.